# Jaime Brocal Remohí
Jaime Brocal Remohí   (Paterna, 11 de juny de 1936 - València, 29 de juny de 2002) va ser un autor de còmic, il·lustrador i pintor. La seva creació comprèn des del còmic fantàstic al d'humor, va treballar per al mercat editorial de diversos països alguns d'aquests treballs a través d'agència de còmics.

## Biografia
Jaime Brocal, va néixer a Valencià el 1936. El 1954 en els seus inicis com a dibuixant va fer historietes d'humor dibuixant 'Orjitas y Conchi' i 'Los Cuentos de Triblin pel suplement Peques, del diari Las Provincias, la portada del còmic publicitari Rigoberto Solo, que obsequiava l'empresa manresana Jorba S.A. als seus clients. Per les sèries Lirio i Leyenda y Fantasia, d'editorial Maga va dibuixar-hi personatges d'animals antropomorfs. En el còmic femení va dibuixar entre el 1956 i el 1958 a les sèries Lili de l'editorial Ferma, Cascabel de l'editorial Valenciana, al número 26 de la col·lecció Rosarito i Mimosa entre d'altres.
A la dècada dels cinquanta va orientar el seu treball cap al dibuix realista. A les col·leccions, Adaptación gráfica para la juventud i Selección de aventuras ilustradas, va fer adaptacions de literatura juvenil amb guions d'Arizmendi per l'editorial Valenciana. En el gènere de còmic bèl·lic va col·laborar a tres números de la sèrie Comandos i a Hazañas Belicas al número 91 de la col·lecció editada per ediciones Toray. El 1959 va es va iniciar en el còmic de l'oest a la sèrie Hazañas del Oeste i a Sioux, Apache i Calibre 44. En aquesta època també va fer historietes com Duwarín, en alguns almanacs de Pacho Dinamita i de Tony y Anita, les dues últimes de l'editorial Maga.
El 1960 es va publicar Katan, la seva primera sèrie del subgènere anomenat viking fantasy amb guions de Sesén i Mariano Hispano, se'n publicaren 48 números. Aquest personatge, també el va publicar a França l'editorial Arédit.
A mitjans dels anys seixanta en les col·laboracions pels mercats estrangers a través d'agència de còmics, entre d'altres Selecciones Ilustradas per la qui hi va fer no més d'una vintena d'historietes. Va dibuixar el personatge Ögan, amb guions de M. Hispano, on explica les aventures d'un príncep viking', pel mercat francès. Aquesta sèrie en castellà la va publicar Ediciones Boixher, el 1966. Katan i Ögan varen ser l'inici en el dibuix de fantasia heroica, aquest gènere el va anar continuant la resta de la seva carrera. A partir d'aleshores, Brocal gairebé no abandonaria el tema de la fantasia heroica.
A principis dels anys setanta va crear 'Kronan', una sèrie publicada a la revista Trinca, i va fer històries per a les revistes de terror de James Warren als EUA. Brocal va crear moltes històries per a les revistes Creepy i Eerie fins al 1976, fent moltes històries d'un episodi, així com la sèrie The Mummy Walks. Per Ediciones Ursus, hi va fer treballs de còmic de terror.
A la dècada dels setanta i vuitanta va fer adaptacions literàries i biografies. Així el 1976 va dibuixar, L'últim dels mohicans per editorial Afha, a França es va publicar el 1979. Per l'empresa Edgar Rice Burroughs, Inc.va dibuixar diversos episodis del personatge, editats posteriorment a França, Alemanya i a Espanya editats per Toutain. De biografies en còmic, va dibuixar per la col·lecció Les grands capitaines, de Dargaud', els àlbums, Lawrence D´Arabie ou Le Mirage Du Desert (1983) i Gandhi. 
Els anys vuitanta continua dibuixant la sèrie Taar le rebelle per Dargaud fins al 1988 quan va deixar l'empresa per què no estava d'acord amb el nou propietari i treballs de còmic de terror per l'agència de còmics de Norma Editorial, publicats a la revista alemanya Gespenster Geschichten. El 1987 va dibuixar El Capitán Trueno per la col·lecció Aventuras bizarras del segell Cómics Forum.
A la revista Creepy, editada per Toutain el 1991, Brocal Remohí va reprendre el gènere de terror, dibuixant a la sèrie El otro Necronomicon amb guions d'Antonio Segura. Tot seguit l'editor libanès Kouri li encomana una voluminosa obra de temàtica religiosa titulada L´histoire de Mahoma et l'Islam. Amb una temàtica semblant va fer dibuixar per l'editorial Japonesa Kodansha, un personatge de fantasia situat en un Japó mític i ple de llegendes seguint els mites de les creences del Xintoisme. La sèrie es titulava Kami no ude editada en castellà per Planeta DeAgostini amb el títol El brazo de Dios. Per aquesta editorial va fer alguns treballs més. Als anys noranta va fer algunes pàgines noves de còmic per la revista Creppy, en la versió espanyola. Finalment, planeta va editar el 1997 una un llibre d'il·lustracions amb el títol Fantasía heroica.
Jaime Brocal Remohí va morir a València, el 29 de juny de 2002 a 66 anys.